# 喬·汀克
喬瑟夫·柏特·汀克（英語：Joseph Bert Tinker，1880年7月27日—1948年7月27日），為美國職棒大聯盟的游擊手。生涯曾效力過孤兒/小熊、紅人和聯邦聯盟的鯨魚等隊。
汀克生於堪薩斯州的穆斯科他，19世紀末就在半職業球隊出賽打球。1900年，他加入了小聯盟開啟職業生涯，並在2年後登上大聯盟。1906年至1910年間，小熊隊一共拿下4次國聯冠軍和2次世界大賽冠軍。而汀克也是締造這段小熊冠軍王朝的其中一員。1913年，他加入紅人隊打了一年後，在1914年成為大聯盟第一位跳槽到聯邦聯盟的球星。1915年，他帶領聯邦聯盟的芝加哥鯨魚拿下聯盟冠軍後，在1916年回到老東家小熊隊。而他在1916年球季結束後宣布退休。
退休後，汀克到了小聯盟2A球隊哥倫布參議員擔任總教練。後來他搬到奧蘭多，經營起房地產事業，並靠著1920年代佛羅里達州的土地熱潮賺了不少錢。然而，1926年卻發生了邁阿密颶風侵襲事件，使得汀克的事業在一夕之間化為烏有。1920年代晚期的經濟大蕭條更是讓汀克瀕臨破產，讓他在1930年又重回棒球界。
在小熊隊時期，汀克、強尼·艾佛斯和法蘭克·錢斯組成了小熊隊的黃金內野陣容。1910年，詩人富蘭克林·皮爾斯·亞當斯（Franklin Pierce Adams）出版了一篇詩《棒球的悲傷詞典》，並在詩中提到了他們三人。然而後來艾佛斯和汀克不歡而散，最終汀克在1946年和艾佛斯、錢斯一同入選名人堂。

## 職業生涯

### 芝加哥小熊
1902年，原小熊隊的游擊手Barry McCormick轉隊到了聖路易布朗。因此小熊隊老闆Frank Selee急需一名能頂替空缺的游擊手。而他相中了汀克的能力，並在他22歲時就和他簽下合約。汀克的表現也沒有讓球隊失望，他在春訓馬上繳出好表現，立刻讓他獲得了先發游擊手的位置。他在大聯盟的第一年雖然敲出2成61的打擊率，但是也發生了聯盟最多的72次失誤。後來球隊在9月初將二壘手強尼·艾佛斯搭上大聯盟，他們倆也和一壘手Frank Chance首次組成了黃金內野陣容。
1903年，汀克的打擊率上升到2成91，並有90分打點。1906年，他的守備率也上升至9成44，為國聯游擊手之最。

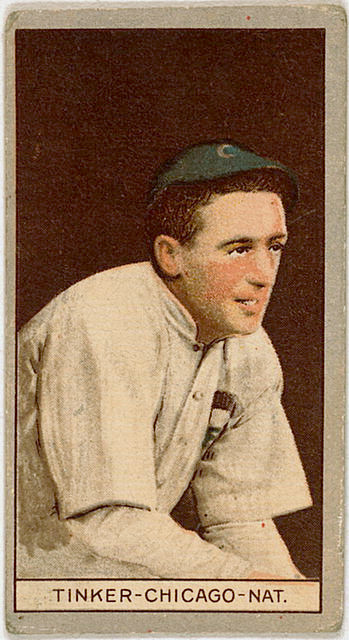
1912年汀克的棒球卡。

1905年，汀克製造的雙殺數是國聯最多，球隊也在隔年拿下破天荒的116勝36敗。但是全隊在世界大賽上卻只有1成67的打擊率，使得他們最終以2勝4敗輸給白襪隊。1907年，汀克因為闌尾炎而動手術。這年小熊隊再闖世界大賽，汀克的打擊率只有1成54，不過這次小熊隊4勝1敗拿下隊史首冠。
1908年，汀克的打擊率為2成66，並敲出6轟。9月30日，小熊和巨人在爭奪國聯冠軍。汀克先從克里斯提·馬修森手中擊出場內全壘打，再加上巨人隊菜鳥Fred Merkle著名的跑壘失誤，讓比賽最終形成1比1平手。後來小熊隊險勝巨人隊一場勝差，晉級世界大賽。汀克在世界大賽上的打擊率為2成63，並敲出系列賽首轟。小熊隊最終蟬聯世界大賽冠軍。
1909年，汀克要求小熊隊給他加薪1000美元，但最終僅增加了200美元。1910年，小熊隊又一次闖進世界大賽。儘管汀克的打擊率高達3成33，但仍無法幫助小熊隊奪冠。球季結束後，小熊隊和汀克發生薪資糾紛，汀克甚至還揚言要到澳洲打棒球。
1911年，汀克寫下聯盟最多的486次刺殺和333次助殺，不過他在8月份因為爆粗口遭到球隊禁賽剩餘比賽。
1912年，紅人隊老闆開始對汀克展開興趣。當時紅人隊積極網羅，甚至還和小熊隊老闆及總教練討論此事，不過都被拒絕了。雖然汀克很不開心，但他也只能在小熊隊繼續打球。該年他的打擊率為2成82，並有75分打點。最後他在查莫獎上拿下第四名。

### 辛辛那提紅人

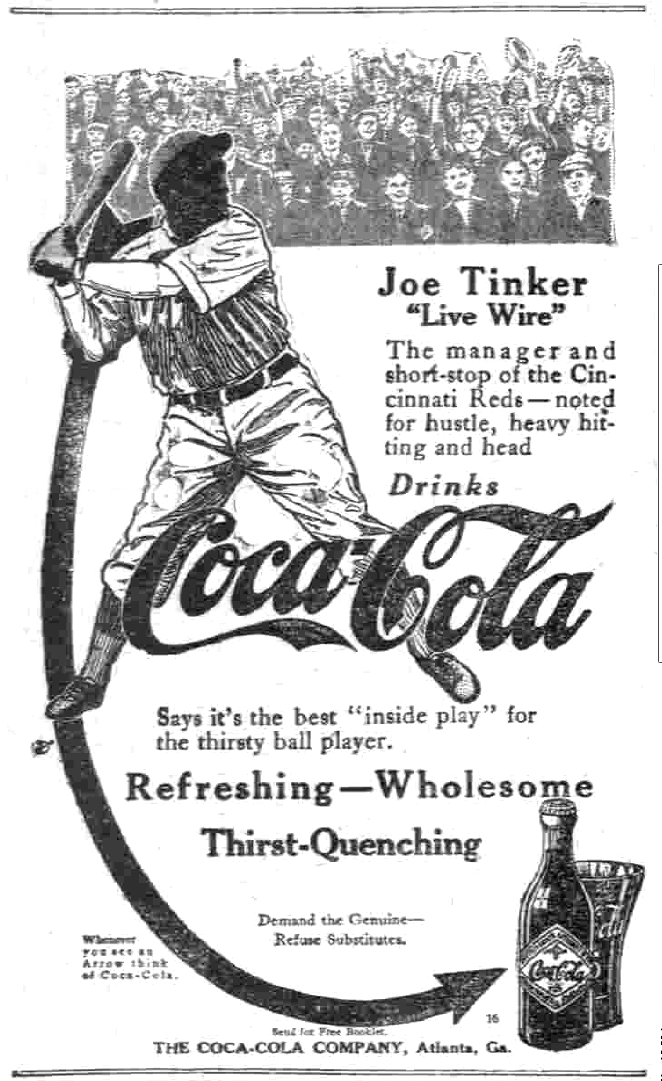
1913年，出現在可口可樂廣告上的汀克。

1913年，汀克原被任命為小熊隊新任總教練。不過由於汀克不想和艾佛斯一起打球，因此他要求球隊將他交易到紅人隊。球隊老闆因為不滿汀克的薪水要價太高，所以最後真的將他交易到紅人隊。當時小熊隊用汀克、Harry Chapman、Grover Lowdermilk等人向紅人交換Red Corriden、Bert Humphries、Pete Knisely、Mike Mitchell和Art Phelan等人。
球季初，汀克因為輸血給他太太，因此缺席了幾場比賽。最後他在這年的打擊率為3成17，長打率高達4成45。不過紅人在這年只有拿下64勝89敗，球隊老闆要求汀克在新賽季改變他的執教方式，不過被他給拒絕了。

### 芝加哥鯨魚和小熊
1913年10月，汀克原本已經打算續留紅人一年。不過老闆卻在11月突然將他開除，使得汀克必須趕緊尋找新東家。由於老闆認為汀克不服從他的命令而將他開除，不過汀克也指控老闆常常忽略他身為總教練的意見。
同年，道奇隊將球隊游擊手鮑伯·費雪釋出，無疑是給了汀克一個好機會。與此同時，小熊、巨人、海盜和費城人等球隊都加入了汀克的爭奪戰。最後道奇隊老闆艾貝茲給了汀克15000美元的報價，比起其他球隊都高出了5000美元。後來紅人跟道奇也達成交易協議，道奇用Earl Yingling和Herbie Moran向紅人交換Dick Egan，並準備和汀克完成簽約。
然而，汀克完全沒有收到道奇隊的1萬元報價。事實上，道奇隊只想付給汀克5000美元，而汀克決定退一步，打算和球隊簽下3年7500美元的合約。不過這時候聯邦聯盟端給汀克一張3年36000美元的合約，使得汀克決定跳槽到聯邦聯盟的芝加哥聯邦人員隊。他和摩德凱·布朗也成為大聯盟最早跳槽到聯邦聯盟的棒球球星。
加入了聯邦人員隊後，汀克成為球員兼總教練。而他也打算吸引更多大聯盟選手加盟，雖然他先後接觸了華特·強森、史莫奇·喬·伍德等球員，不過最後都沒能順利說服他們跳槽。1914年，儘管汀克在這年肋骨受傷，他還是敲出了2成59的打擊率，讓球隊拿下聯盟第二名，也幫助球隊吸引更多的球迷。1915年5月，汀克因為肌肉撕裂，使得他幾乎讓球員生涯提前結束。在汀克的執教下，鯨魚隊成功拿下第一名，不過聯邦聯盟也在這年球季結束後宣布解散。
聯盟解散後，球隊老闆Charles Weeghman決定將鯨魚隊併入小熊隊。汀克也因此和布朗、羅傑·布瑞斯納罕等球員加入小熊隊。1916年，他一樣在球隊擔任球員兼總教練，並在球季結束後退休。

### 生涯打擊成績
| 出賽次數 | 打席 | 打數 | 得分 | 安打 | 二安 | 三安 | 全壘打 | 打點 | 盜壘 | 保送 | 三振 | 打擊率 | 上壘率 | 長打率 | 整體攻擊指數 |
| -------- | ---- | ---- | ---- | ---- | ---- | ---- | ------ | ---- | ---- | ---- | ---- | ------ | ------ | ------ | ------------ |
| 1806     | 7166 | 6441 | 774  | 1690 | 263  | 114  | 31     | 785  | 336  | 416  | 526  | .262   | .308   | .353   | .661         |

## 晚年
1916年12月，汀克成為了美國協會哥倫布參議員隊的老闆。他在1919年和1920年先後讓Grover Hartley跟Bill Clymer成為球隊總教練。
而汀克的妻子身體一天比一天差，因此汀克決定在1920年搬到佛州奧蘭多。他在當地聯盟的奧蘭多老虎隊擔任總教練和老闆，並幫助球隊拿下聯盟冠軍。然而，他的妻子卻因為精神耗弱的關係，在1923年的耶誕節舉槍自盡。1926年，汀克再婚，而紅人隊的總教練Jack Hendricks還擔任他的伴郎。而汀克於1942年又結了一次婚。
1920年代，汀克慢慢離開棒球圈，並著手經營房地產事業。雖然經歷了佛州土地熱潮大賺一筆，但是卻在1926年一場侵襲邁阿密的颶風下損失慘重。被颶風侵襲還不是最慘的，汀克隨後面對的是經濟大蕭條，使得他在1929年只好重返小熊隊擔任球探。
1909年，他的隊友強尼·艾佛斯因為某次丟下隊友獨自一人搭乘專車前往球場，使得汀克和他大吵一架，最後兩人也冷戰了長達33年之久。1938年，大聯盟邀請艾佛斯和汀克一同擔任世界大賽的播報員，兩人就在不知情對方也被邀請的情況下意外同台。但早在1929年，兩人就曾短暫合作在美國演出棒球短劇。
汀克在晚年深受糖尿病和腎炎引發的併發症困擾。1940年代，汀克被醫生告知隨時都有生命危險，但他還是在1946年擔任勇士隊的球探。1947年，因為糖尿病惡化，使得他左腳和部分腳趾遭到截肢。後來他在1948年7月27日，也是他68歲生日這天與世長辭。

## 外部連結
- 球員資訊和成績在MLB ，ESPN ，Retrosheet ，Baseball Reference ，Baseball Reference (Minors) ，Fangraphs ，The Baseball Cube （英文）